# Středokluky
Středokluky är en ort i Tjeckien.   Den ligger i regionen Mellersta Böhmen, i den centrala delen av landet, 14 km väster om huvudstaden Prag. Středokluky ligger 327 meter över havet och antalet invånare är 838.
Terrängen runt Středokluky är platt. Runt Středokluky är det mycket tätbefolkat, med 1 463 invånare per kvadratkilometer. Närmaste större samhälle är Prag, 14,2 km öster om Středokluky. Trakten runt Středokluky består till största delen av jordbruksmark.